# Lejanía
Lejanía è un album in studio del gruppo musicale cileno Inti-Illimani, pubblicato nel 1998.

## Descrizione
Lejanía è costituito in gran parte da brani appartenenti alla tradizione andina riarrangiati dal gruppo. Questo lavoro si ricollega ai dischi dedicati alla musica dei popoli andini pubblicati in precedenza: Canto de pueblos andinos vol. 1 (1973), Inti-Illimani 3 - Canto de pueblos andinos (1975), Inti-Illimani 5 - Canto de pueblos andinos vol. II. Da tali album provengono le tracce Sikuriadas e Quiaqueñita, reincise per l'occasione a fianco dei restanti brani inediti.
Il titolo, come indicato nelle note di copertina, "si riferisce alle profondità senza definizione da dove proviene la nostra musica".
Il brano di apertura Takoma in alcuni dischi dal vivo degli anni seguenti apparirà come Takakoma (e così è indicato nel libro di Horacio Salinas che trovate nelle fonti)
Tonada triste è dedicata alla memoria di Víctor Jara.
Il disco è stato pubblicato in formato CD e musicassetta dall'etichetta discografica statunitense Xenophile Records. Singolarmente questo lavoro non è mai stato pubblicato né in Cile né in Italia (i paesi dove è nato e vissuto il gruppo).

## Tracce
1. Takoma – 7:01 (tradizionale peruviano)
2. Wititis / La banda de Peña Herrera – 3:49 (Ernesto Cavour, tradizionale ecuadoriano)
3. Recuerdos de Kalahuayo – 5:19 (tradizionale peruviano)
4. Arpa peruana – 1:10 (tradizionale peruviano)
5. Yamor – 3:46 (tradizionale ecuadoriano, Johny Vargas-Perez)
6. Tonada triste – 2:59 (Horacio Duràn)
7. Sikuriadas – 4:09 (tradizionale boliviano)
8. Yendo y viniendo – 4:59 (Pedro Villagra)
9. Quiaqueñita – 2:38 (tradizionale argentino)
10. Salake – 6:26 (tradizionale boliviano)

Durata totale: 42:16

## Formazione
- Jorge Coulón - siku, arpa, tiple colombiano, dulcimer a martello, voce
- Horacio Salinas - chitarre, percussioni, voce
- Horacio Duràn - charango, ronroco, voce
- José Seves - guitarrón mexicano, tiple, siku, voce
- Marcelo Coulón - kena, kenacho, ottavino, guitarrón mexicano, voce
- Pedro Villagra - mandolino, sikus, zampoña, kena, kenacho, chitarra, sax tenore e soprano, voce
- Efrén Manuel Viera - clarinetto, atuché, chajchas, rototom, bombo, udù, sax baritono

### Collaboratori
- Laura Fuentes - voce in La banda di Peña Herrera e Salake
- Victoria Villalobos - voce in La banda di Peña Herrera e Salake